# Hjorthagen
Hjorthagen är en stadsdel i nordöstra delen av Stockholms innerstad, vid Ropsten och Lidingöbron. Ursprungligen ett hägn för kungens bestånd av hjortar utvecklades området under slutet av 1800-talet till en industriförort med Värtagasverket och Värtaverket som tongivande landmärken. Sedan 2023 är Hjorthagen en stadsdel inom Norra innerstadens stadsdelsområde.

## Stadsdelen

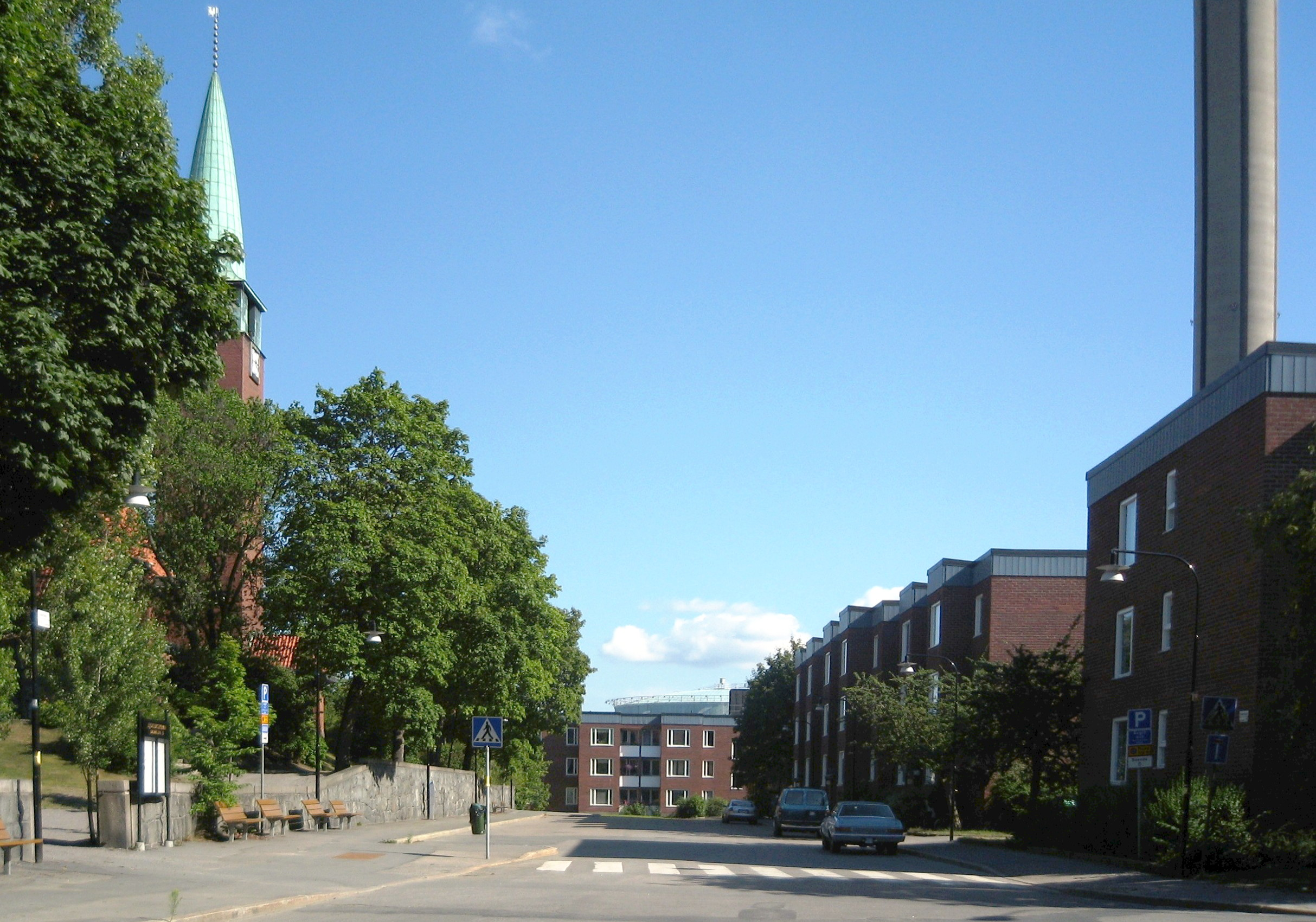
Hjorthagens kyrka till vänster och Värtaelverkets skorsten till höger.

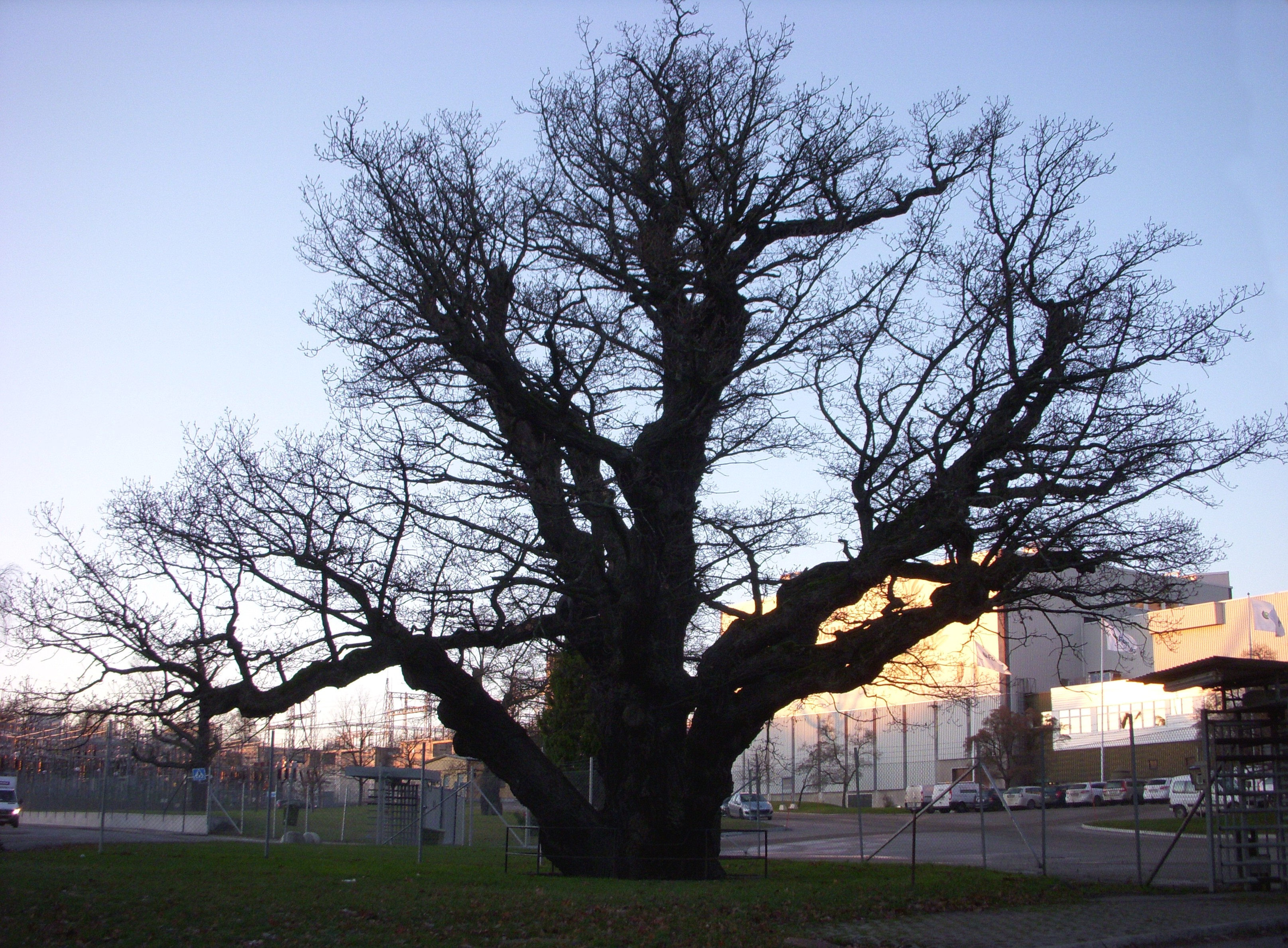
Kungseken utanför Värtaelverket, 2011.

Hjorthagen tillhör Norra Innerstadens stadsdelsområde och hade år 2017 omkring 8 000 invånare. Stadsdelen gränsar till stadsdelarna Ladugårdsgärdet och Norra Djurgården. Bostadsområdet som kallas Norra Djurgårdsstaden ligger huvudsakligen inom gränserna för stadsdelen Hjorthagen. På grund av nybyggnation i framför allt Norra Djurgårdsstaden beräknas stadsdelen Hjorthagen ha över 17 000 invånare år 2027.
Östra delen av Hjorthagen, vid Lilla Värtan, kallas Ropsten. På andra sidan om Lilla Värtan ligger grannkommunen Lidingö.
Bland stadsdelens byggnader utmärker sig den nuvarande skolan, byggd 1925, som är uppförd i nationalromantisk stil efter ritningar av arkitekten Georg A Nilsson. På Artemisgatan finns ett litet bibliotek, invigt 1959. Hjorthagens kyrka är ett exempel på jugendstil.
På Jägmästargatan finns tennisklubben Hjorthagens TK som bildades 1956.

## Historia
Dagens Hjorthagen var på 1100-talet en ö med namnet Husarne (Husarna) med byarna Husarne och Söderhusarne. Ön var tämligen bergig och hade en liten odlingsbar yta. Öns namn kommer från pluralis av hus, husar, och finns kvar i Husarviken. Husarhagen var ett namn för den bördiga delen av dagens Hjorthagen, men namnet trängdes ut under 1800-talet. Kung Magnus Ladulås skänkte år 1288 Husarne till nunneklostret S:t Clara, på Norrmalm. 1527 bröt Gustav Vasa med katolska kyrkan och S:t Clara revs. Husare blev kronans egendom.
Johan III planerade en kunglig jaktmark, en djurgård, och placerade 1579 ut en del hjortar och renar. Kung Karl XI lät uppföra ett tjugo kilometer långt och tre meter högt staket runt norra och södra Djurgården. Staketet löpte även vid stränderna för att hålla vargar ute och hjortarna inne på vintern när vattnet frös till. Jägarboställen började växa upp. Omkring år 1800 var staketet fallfärdigt och hjortarna upptog, ekonomiskt sett, en onödigt stor yta. Runt 1803 bygges ett nytt staket runt dagens Hjorthagen och de 183 hjortarna stängdes in där. Extrautfodring krävdes ofta då betet var magert. Det är inte helt klarlagt den exakta lokaliteten för namnet Hjorthagen. Under medeltiden syftades på platsen där Kungliga Tennishallen nu ligger. Senare är platsen för namnet vid stora och lilla Jägarberget.

### Industriförorten Hjorthagen
Stadsdelen är känd som den första industriförorten inom Stockholm stads gränser 1903. År 1886 togs Värtahamnen i bruk. År 1889 köpte Stockholms stad Hjorthagen av staten och året efter började man bygga Värtagasverket. Hjortarna flyttades till ett nytt hägn, också benämnt hjorthagen, utanför Mariefred och därmed var en 200-årig epok för Hjorthagen som djurpark över. Den första bostadsbebyggelsen i Hjorthagen kom 1898, och 1902 byggdes Hjorthagens skola. Skolan är en av de få träbyggnader som finns kvar idag. Där ligger numera Gerlesborgsskolan för konstutbildning (en filial till skolan i Gerlesborg, Bohuslän). 1906 öppnade Anna Eklund en folkkindergarten i Hjorthagen.
Värtagasverket och Värtaverket blev tongivande kännemärken. Värtagasverket invigdes den 25 november 1893 och 1903 invigdes Värtaverket. Det fanns tankar på ett slakthusområde i Hjorthagen, men det kom inte ens till ritbordet då behovet av gas och el var större. Andra arbetsgivare var kolimportören Olaus Ohlsson och Asfaltbolaget. Stadsdelen var arbetsgivare och bostadsbyggare, men gav också upphov till kontroverser. Hjorthagen hade en tydlig uppdelning mellan tjänstmän och arbetare, mellan villor och arbetarkaserner. Det röda Hjorthagen har använts för att beskriva ett samhälle präglat av arbetarrörelsen. Här grundades Arbetarnas hus och kooperationsföreningen Solid. 1898 bodde 86 personer i Hjorthagen. Perioden 1900–1910 tredubblades befolkningen i Hjorthagen och var 1605. När Hjorthagen växte i början av 1900-talet startades flera butiker: speceriaffär, bageri, skomakeri, diversehandel, cigarrbutik och sybehörsaffär. I Hjorthagen har det också funnits färghandel, rakstuga, vedhandel, konditori och mangelbod.

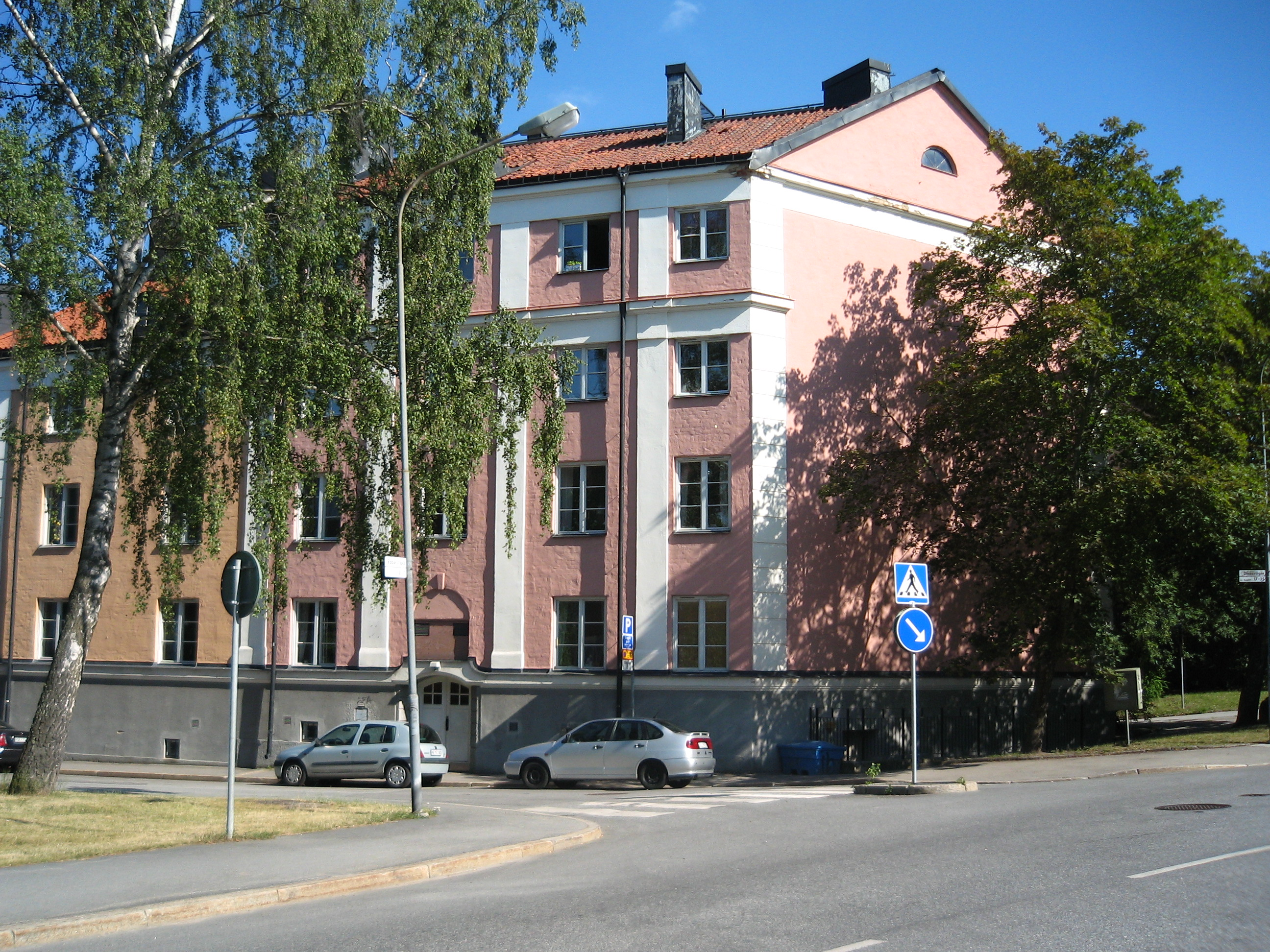
Bostadshus vid Dianavägen.
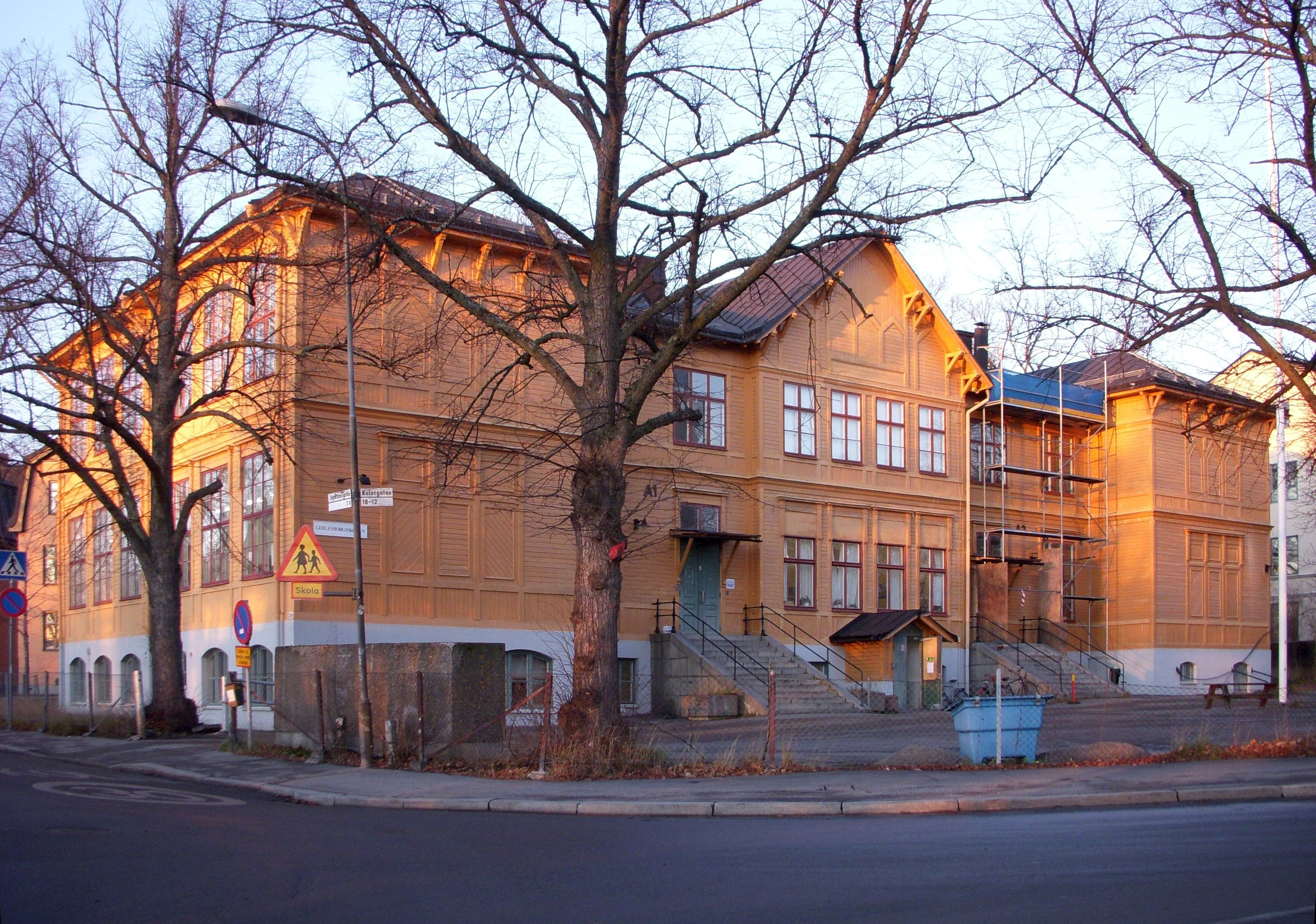
Gerlesborgsskolan, 2011.
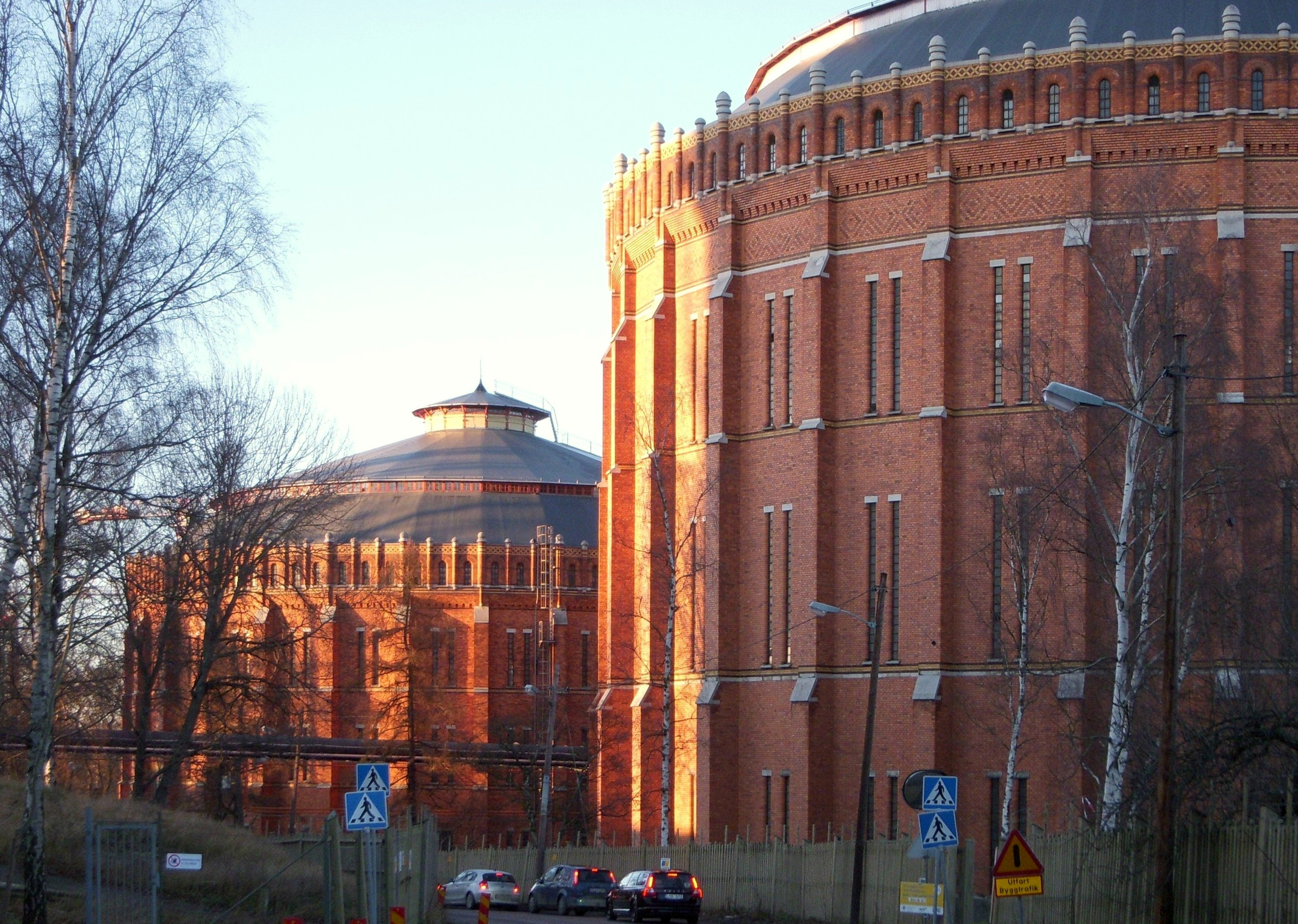
Bobergs kända gasklockor, 2011.
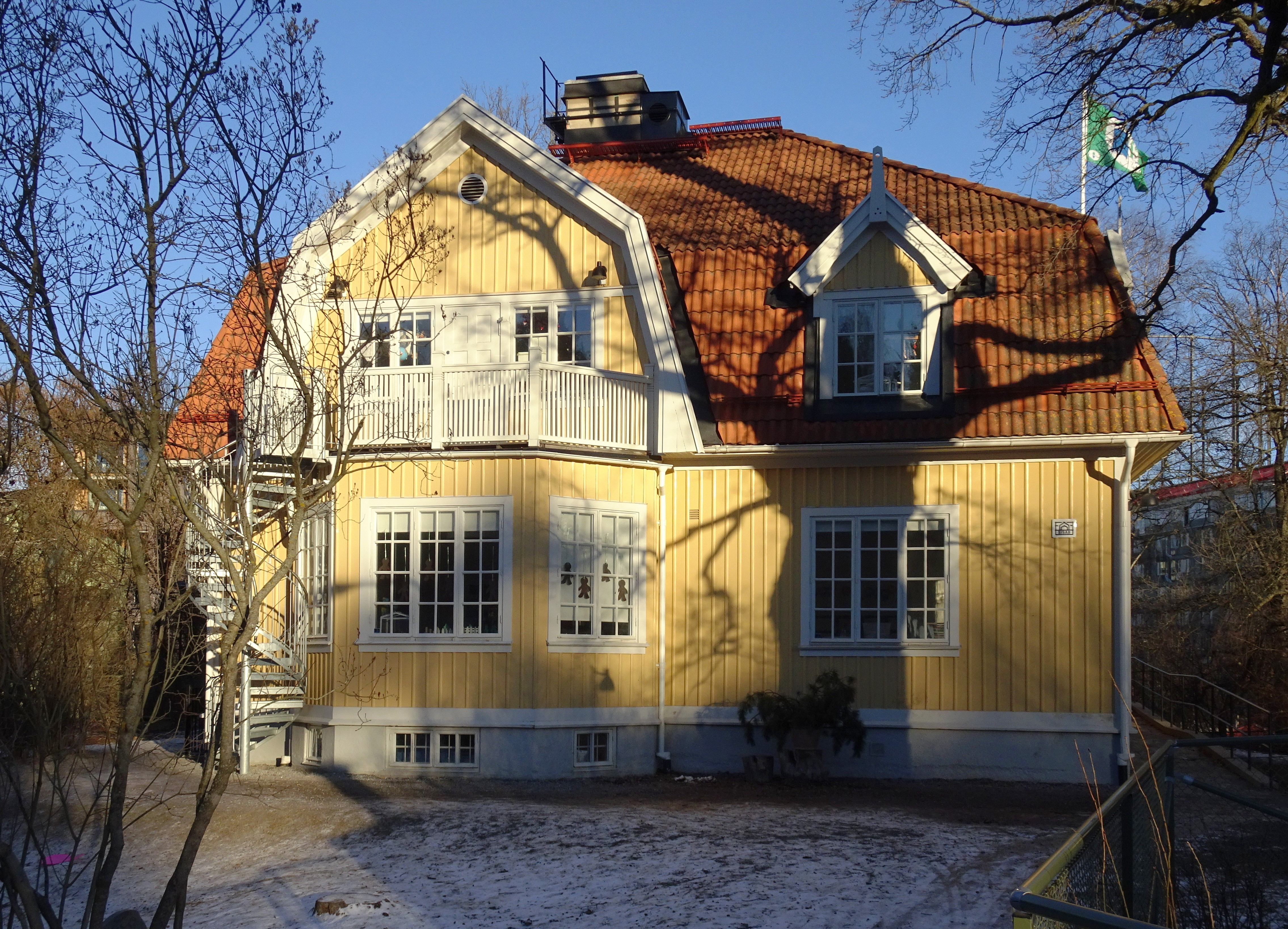
Villa Ekbacken tillhör Ingenjörsvillorna, 2016.

### Hjorthagens bostadsområden

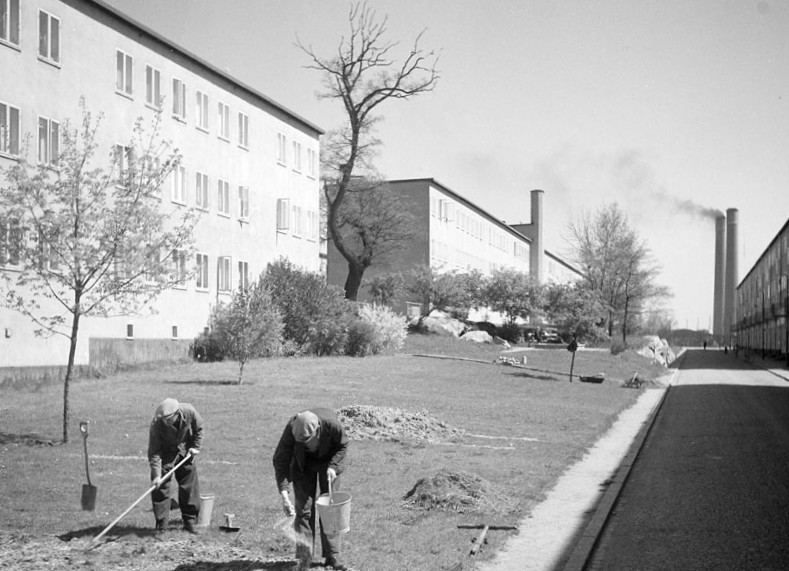
Hjorthagens 1930-talsbebyggelse.

Stockholm stad började engagera sig i Hjorthagen och 1909 stod de första arbetarkasernerna klara, kända som Gula husen. Hjorthagen stadsplanelades 1917. Området består till 80 % av smålägenheter. Under 1920-talet följde bostadshusen Långkorven och Tegeltravarna och de tre kvarteren står än idag kvar från en tidig epok av arbetarbostäder. Barnrikehusen längs Dianavägen tillkom under 1930-talet. De är alla renoverade till dagens behov.

### Abessinien
En betydande bebyggelse kom under 1930-talet. Ett större område med smalhus byggdes av storbyggmästaren Olle Engkvist i samarbete med arbetarklubben vid elverket och gasverket. De nya smala lamellhusen med 7,5 meters bredd var en idé från Tyskland som ansågs yteffektiva och ge dagsljus från två håll. Husen bestående av 600 bostadsrättslägenheter ritades av Hakon Ahlberg. Detta var första gången man prövade ett storskaligt seriebyggande av bostäder, och kan även ses som ett arkitektoniskt experiment där husen ligger i östvästlig riktning för att få bästa solförhållande. Lägenheterna var redan från början bostadsrätter. Området fick det inofficiella men ännu levande namnet "Abessinien" från byggets oreda och lervälling. Namnet var aktuellt genom de dåvarande krigen mellan Italien och Abessinien. En annan variant är att det från början var ett nedsättande begrepp då belackare häcklade husens arkitektur med platta tak, fyrkantighet och enkla linjer.

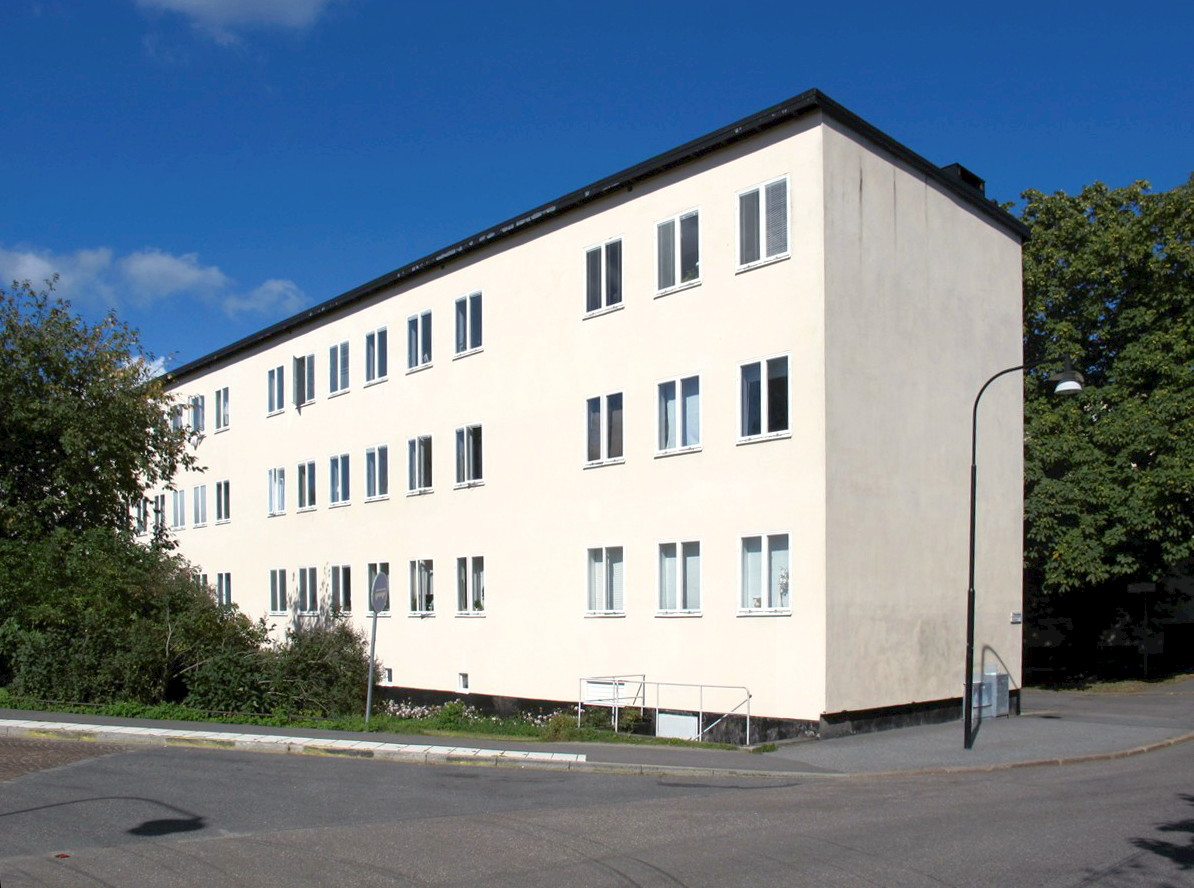
Abessinien
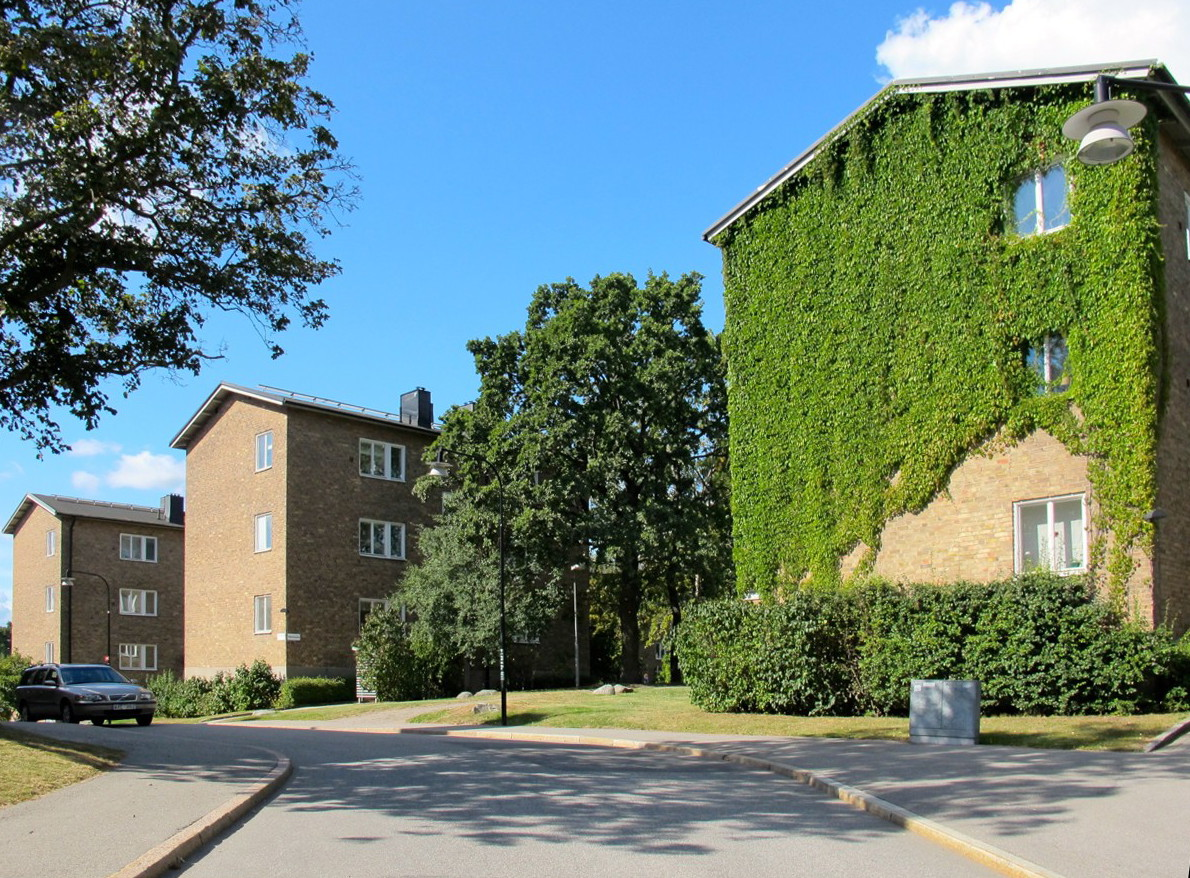
Gula tegelhus
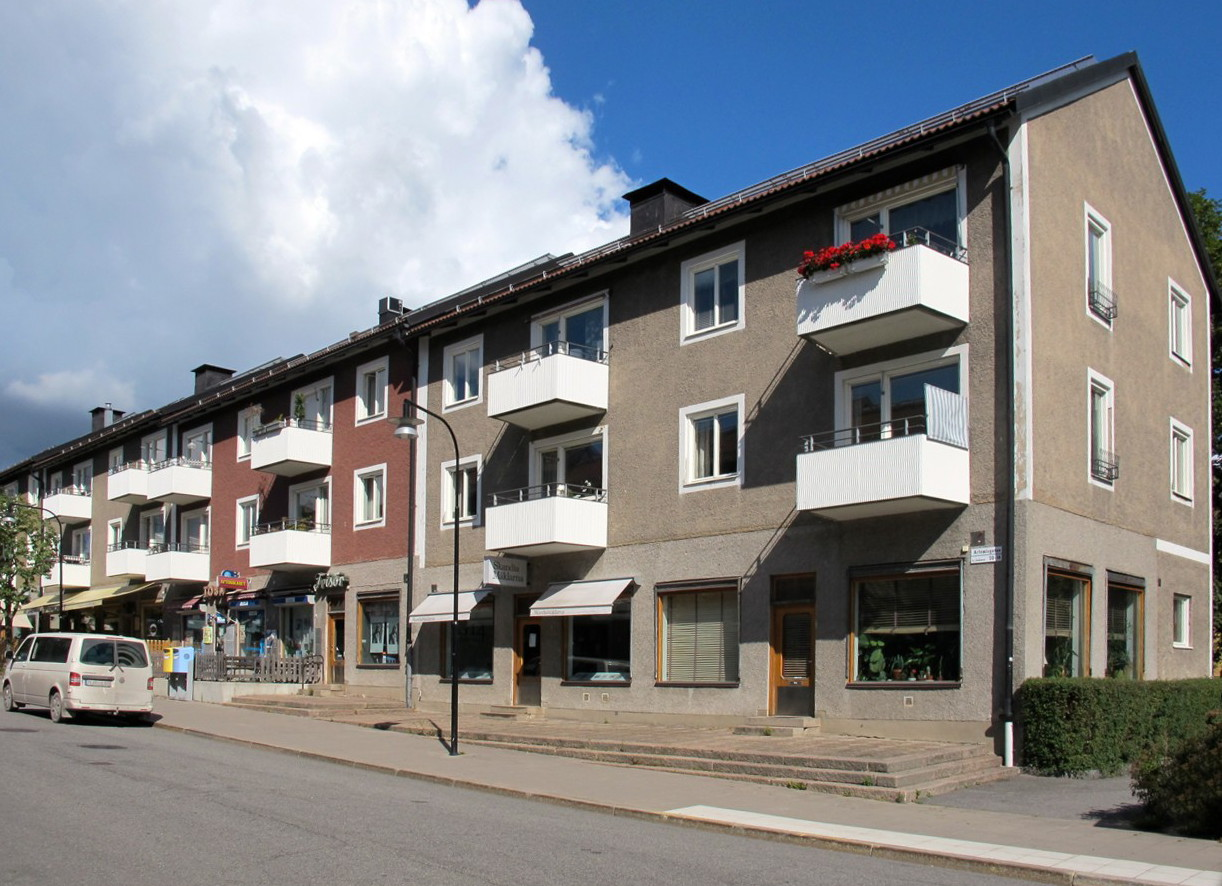
Artemisgatan
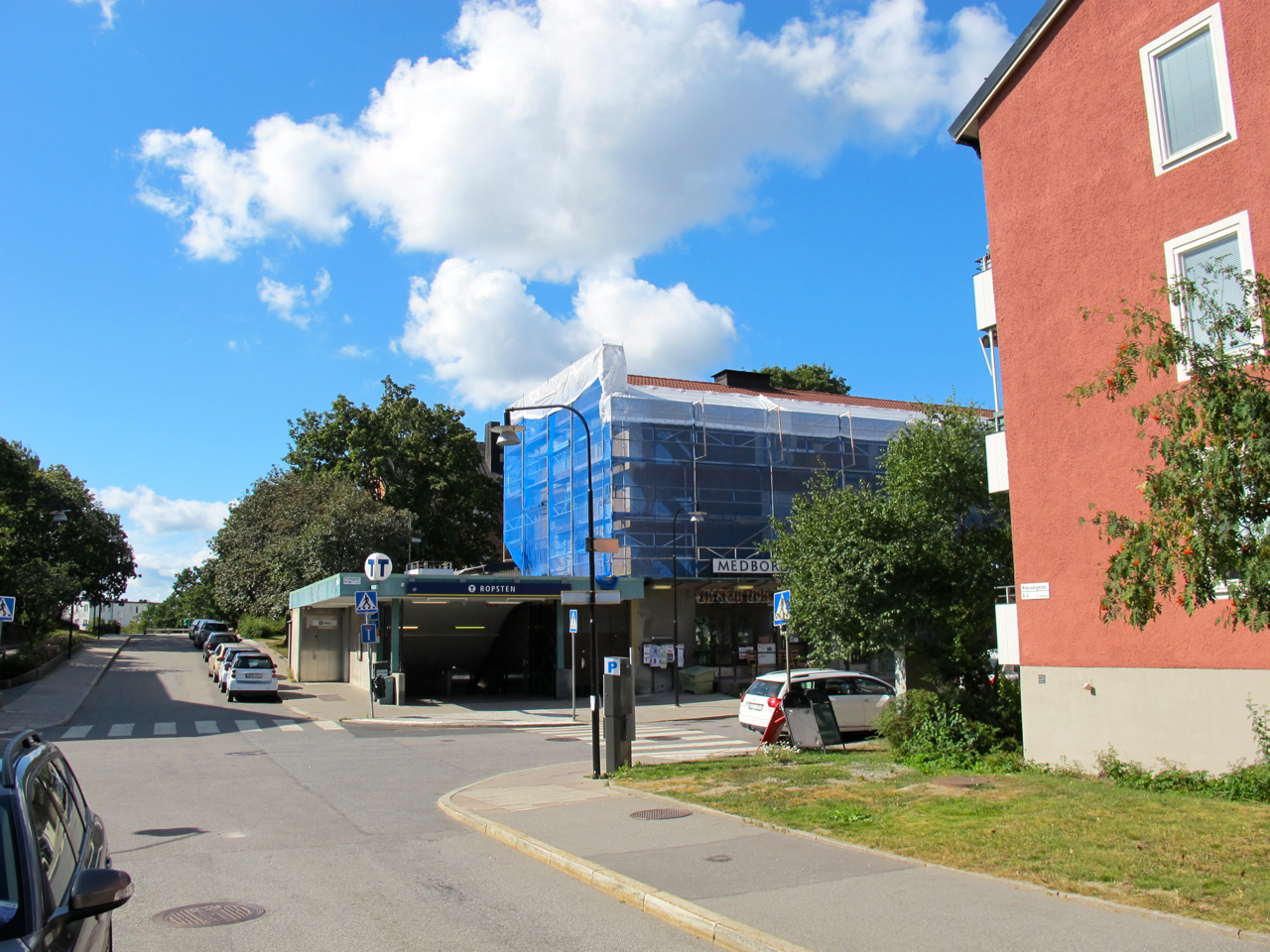
Tunnelbanestationen Ropsten

1947–1963 byggdes moderna bostadshus som ersatte den gamla kåkbebyggelsen. Även de gamla villorna i området revs under denna period. De nya husen byggdes av Stockholmshem. 1960-talets nybyggda hus mellan Värtaverket och Skogsvaktargatan ersatte de äldsta husen i Hjorthagen och ritades av Backström & Reinius. Under 1950-talet nådde befolkningsnivån sina högsta tal då 5000 personer bodde i Hjorthagen. Det var också då som Hjorthagen hade sitt största utbud av butiker. Här fanns bland annat Konsumbutik både i Gamla Hjorthagen och Abessinien. Porjusvägen hade förutom en stor Konsum  (1935–1980) även Pressbyrå, post, tobaksaffär, fruktaffär, fiskbutik och frisör. Sedan 1960-talet har butikerna försvunnit och Porjusvägen har upphört som affärsgata. Artemisgatan är idag plats för Hjorthagens enda livsmedelsbutik, tidigare tillhörande kedjan Coop Nära och sedan september 2017 Tempo. Postkontoret lades ned 2000. Tidigare fanns även en Vivo-butik (Frösslunds) mittemot Konsum.

### Gatunamnen

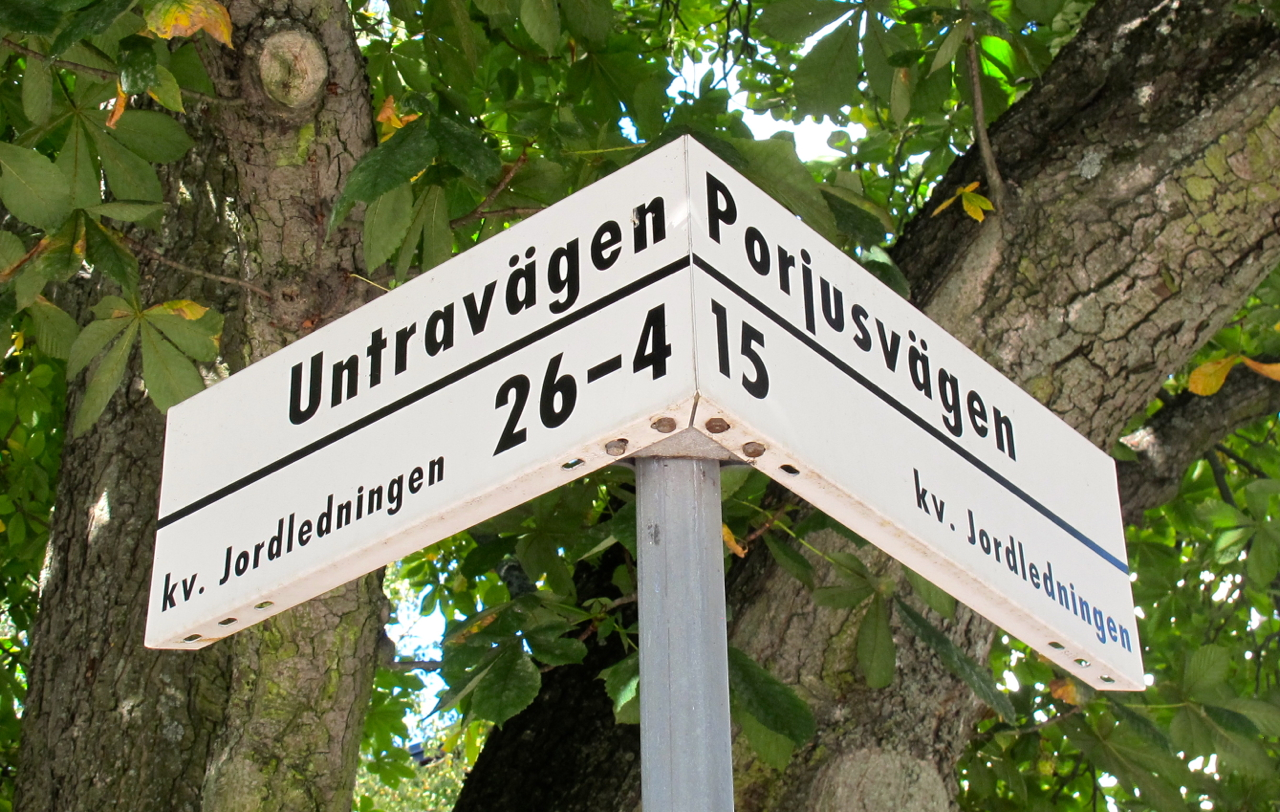
Gatuskylt i Hjorthagen för Untravägen och Porjusvägen.

Gatunamnen i stadsdelen har skapats utifrån jakt eller har med elproduktion att göra utifrån Värtaverket. Jakt blev tema när Hjorthagen fick officiella gatunamn 1920. Jakt som tema har gett gatu- och ortnamn som Dianavägen efter jaktens gudinna Diana i romersk mytologi, Hubertsplan efter Sankt Hubertus och Artemisgatan efter den grekiska gudinnan Artemis. Även kvarteren har jaktrelaterade namn, t.ex. Dubbelbössan. När ett nytt funkisområde, Abessinien, byggdes under 1930-talet fick gatorna och kvarteren namn kopplade till elkraft: Untravägen, Trollhättevägen, Krångedevägen och Porjusvägen. Untragatan har sitt efter Untra kraftverk i Uppland med Kraftledningen Untra–Värtan. Personer kopplade till el- och gasproduktionen har gett namn åt Wenströmvägen (Jonas Wenström) och Ahlsellvägen (Adolf Ahlsell).

### Norra Djurgårdsstaden i Hjorthagen
Sedan det gamla Värtagasverket lagts ned i januari 2011 finns vidsträckta planer att förtäta området och bebygga Storängskroken, Gasverksområdet och Ropsten. Stockholms stadsbyggnadskontor handlägger planerna, vilka lyder under projektnamnet Norra Djurgårdsstaden i Hjorthagen. Byggstart var 2011 och de första 700 lägenheterna stod klara 2013. Byggproduktionen förväntas pågå åtminstone till år 2025. Norra Djurgårdsstaden är därmed ett av Europas största stadsutvecklingsområden.

## Kommunikationer
Förr fanns spårvagnslinje 10 vid Ropsten. I november 1936 kom busslinje 73 vilken i början vände vid Jägmästargatan men senare vid Porjusvägen. Från 1957 bytte man linjenummer till 52 och 1971 till 55. På 1980-talet lade SL om 55:an bort från Hjorthagen och förlängde 62:an med en omständlig väg som ersättning. Det skapade stora protester och SL återinförde 55:an med kort varsel. Sedan 2024 trafikeras Norra Djurgårdsstaden i Hjorthagen av busslinjerna 57 och 75 samt stombusslinje 6. 
Förutom buss finns:
- Tunnelbanestationen Ropsten
- Lidingöbanan vid Lidingöbrons södra fäste.

## Intressanta platser
- Hjorthagens kyrka
- Hjorthagens gamla skola
- Ferdinand Bobergs gasklockor vid gasverksområdet
- Storängsbotten
- Kungseken, Hjorthagen